# Maria Ewing
Maria Louise Ewing (Detroit, 27 marzo 1950 – Detroit, 9 gennaio 2022) è stata un soprano e mezzosoprano statunitense.

## Biografia
Maria Ewing nacque a Detroit, ultima delle quattro figlie dell'olandese Hermina Maria Veraar e dell'afroamericano Norman Isaac Ewing.
Fece il suo debutto alla Metropolitan Opera House nel 1976 ne Le nozze di Figaro, a cui seguì l'anno successivo il ruolo di Blanche ne I dialoghi delle Carmelitane. Successivamente, la sua collaborazione con il Met fu interrotta per sei anni a causa di uno screzio con James Levine e la direzione del teatro nel 1982, quando una rappresentazione con la Ewing nel ruolo di Carmen non fu trasmessa in televisione come da accordi stipulati, dato che il teatro preferì trasmettere una replica dell'opera con Agnes Baltsa nel ruolo eponimo.
Fece il suo esordio sulle scene britanniche nel 1978 come Dorabella in Così fan tutte al Festival di Glyndebourne; l'allestimento era diretto da Sir Peter Hall, che successivamente la diresse in un'acclamata interpretazione nel ruolo principale della Salomè di Strauss alla Los Angeles Opera nel 1986. La Ewing fu lodata per la tecnica vocale e l'intensa recitazione, facendo anche scalpore per essersi spogliata completamente al termine della danza dei sette veli. L'allestimento fu successivamente riproposto con la Ewing anche alla Lyric Opera di Chicago e alla Royal Opera House di Londra (1982).
Nel 1991 fu la protagonista di Madama Butterfly accanto a Plácido Domingo al Los Angeles Music Center Opera, in cui tornò l'anno seguente per cantare il ruolo eponimo in Tosca; sempre nel 1992 cantò Tosca anche alla Royal Opera House. Gli anni novanta videro anche il ritorno al Met come protagonista nella prima di Lady Macbeth del Distretto di Mcensk (1994), Cio Cio-san in Madama Butterfly (1995) e infine Marie in Wozzeck (1997). Nel corso della sua carriera cantò in novantasei rappresentazioni al Metropolitan.
Successivamente la carriera operistica cominciò a diradarsi: nel 1997 fu l'eponima protagonista in Fedora a Los Angeles, poi ancora Salomè a Pittsburgh (2001) e nel 2011 diede l'addio alle scene con La voce umana in scena ad Amsterdam.
È morta nella natia Detroit nel gennaio 2022 all'età di settantun anni.

## Vita privata
Dal 1982 al 1990 fu sposata con Peter Hall, da cui ebbe una figlia, l'attrice Rebecca Hall.

## Repertorio (parziale)
| Ruolo                      | Titolo                               | Autore     |
| -------------------------- | ------------------------------------ | ---------- |
| Marie                      | Wozzeck                              | Berg       |
| Didone                     | I Troiani                            | Berlioz    |
| Mercédès Carmen            | Carmen                               | Bizet      |
| Sicle                      | L'Ormindo                            | Cavalli    |
| Mélisande                  | Pelléas et Mélisande                 | Debussy    |
| Fedora                     | Fedora                               | Giordano   |
| Hanna Glawari              | La vedova allegra                    | Lehár      |
| Poppea                     | L'incoronazione di Poppea            | Monteverdi |
| Idamante                   | Idomeneo                             | Mozart     |
| Cherubino Susanna          | Le nozze di Figaro                   | Mozart     |
| Dorabella                  | Così fan tutte                       | Mozart     |
| Blanche                    | I dialoghi delle Carmelitane         | Poulenc    |
| La voce                    | La voce umana                        | Poulenc    |
| Tosca                      | Tosca                                | Puccini    |
| Cio Cio-san                | Madama Butterfly                     | Puccini    |
| Didone                     | Didone ed Enea                       | Purcell    |
| Rosina                     | Il barbiere di Siviglia              | Rossini    |
| Angelina                   | La Cenerentola                       | Rossini    |
| Katerina L'vovna Izmajlova | Lady Macbeth del Distretto di Mcensk | Šostakovič |
| Salomè                     | Salomè                               | Strauss    |
| Il Compositore             | Arianna a Nasso                      | Strauss    |

## DVD (parziale)
- Bizet - Carmen - McCauley, McLaughlin, Holloway - dir. Hatink. Warner 4509-99494-2 1985
- Bizet - Carmen - Quilico - Dir. Mehta - Arthaus Musik/Naxos 1991
- Monteverdi - L'incoronazione di Poppea -  Bailey, Clarey, Duesing, Lloyd - Dir. Leppard - Warner 1984
- Mozart - Le nozze di Figaro - Freni, Te Kanawa, Fischer-Dieskau, Prey, Montarsolo - Dir. Böhm - Regia di Ponnelle - Deutsche Grammophon 073 4034 GH2 1976 (2 DVD)

## Discografia (parziale)
- Mozart - Requiem - McLaughlin, Hadley, Hauptmann, Chor & Symphonieorchester des Bayerischen Rundfunks - Dir. Bernstein - Deutsche Grammophon 427 353-2 1989
- Šostakovič - Lady Macbeth del Deistretto di Mcenks - Haugland, Moll, Chung, Orchestre de la Bastille - Dir. Larin- Deutsche Grammophon 1993